# Palais de justice de Rome
Pour les articles homonymes, voir Palais de justice.
Le palais de Justice de Rome (en italien : Palazzo di Giustizia di Roma) est le siège, à Rome, de la Cour suprême de cassation italienne, du conseil de l'Ordre des avocats de Rome et de la bibliothèque centrale juridique. Il est surnommé Palazzaccio (vilain palais) d'une manière péjorative, car son architecture est contestée.

## Localisation
Le palais se trouve dans le rione de Prati, sur les bords du Tibre, face au Pont Umberto I, à l'est du château Saint-Ange.

## Historique
Le bâtiment a été construit de 1888 à 1910 sur les plans de l'architecte pérugin Guglielmo Calderini (it). Il était considéré comme la plus vaste des constructions édifiées après la proclamation de Rome en tant que capitale du royaume d'Italie. La première pierre fut posée le 14 mars 1888 par le ministre de la Justice Giuseppe Zanardelli, qui avait insisté pour que ce monument soit situé dans le prestigieux quartier de Prati, où se trouvaient déjà d'autres bâtiments judiciaires. Le 11 janvier 1911, vingt-deux années après le commencement des travaux, le bâtiment a été officiellement inauguré en présence du roi d'Italie, Victor-Emmanuel III.
Le sol alluvial sur lequel repose le bâtiment a nécessité la construction d'une plateforme en béton destinée à soutenir les fondations. Malgré cela, des problèmes d'instabilité apparurent après l'achèvement du palais. Ce qui a conduit en 1970 à un lancement de travaux de restauration.
Les fouilles archéologiques ont été organisées au moment de la construction des fondations : on découvrit plusieurs sarcophages dont l'un contenait le squelette d'une jeune femme avec une poupée articulée d'ivoire superbement conçue. Celui-ci est désormais conservé à l'Antiquarium comunale del Celio.

## Architecture
L'architecture du bâtiment, dont le plan est un quadrilatère de 170 mètres sur 155 mètres, est inspirée par les styles Renaissance et baroque. Il est entièrement recouvert de travertin calcaire. 
La façade donnant sur le Tibre est surmontée d'un grand quadrige de bronze posé en 1926, œuvre du sculpteur palermitain Ettore Ximenes. Dix grandes statues de juristes notables ornent les rampes devant la façade principale et la cour intérieure. La partie supérieure de la façade donnant sur la Piazza Cavour est ornée des armoiries en bronze de la maison de Savoie. Le hall de la Cour suprême, également connu sous le nom de « Grand Hall » (dénommé Aula Maxima sur les plans de Calderini) est décoré de plusieurs fresques, commencées par Cesare Maccari (1840-1919). Atteint par la paralysie en 1909, il ne pourra terminer son travail qui sera néanmoins achevé en 1918 par l'un de ses élèves Paride Pascucci (it) (1866-1954).

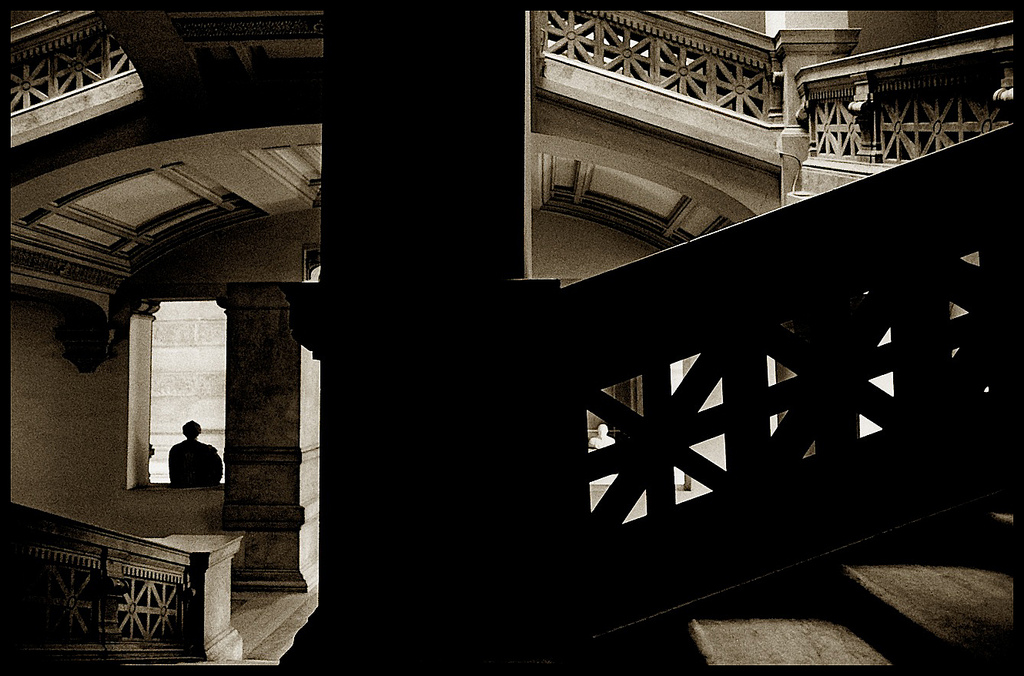
Escalier
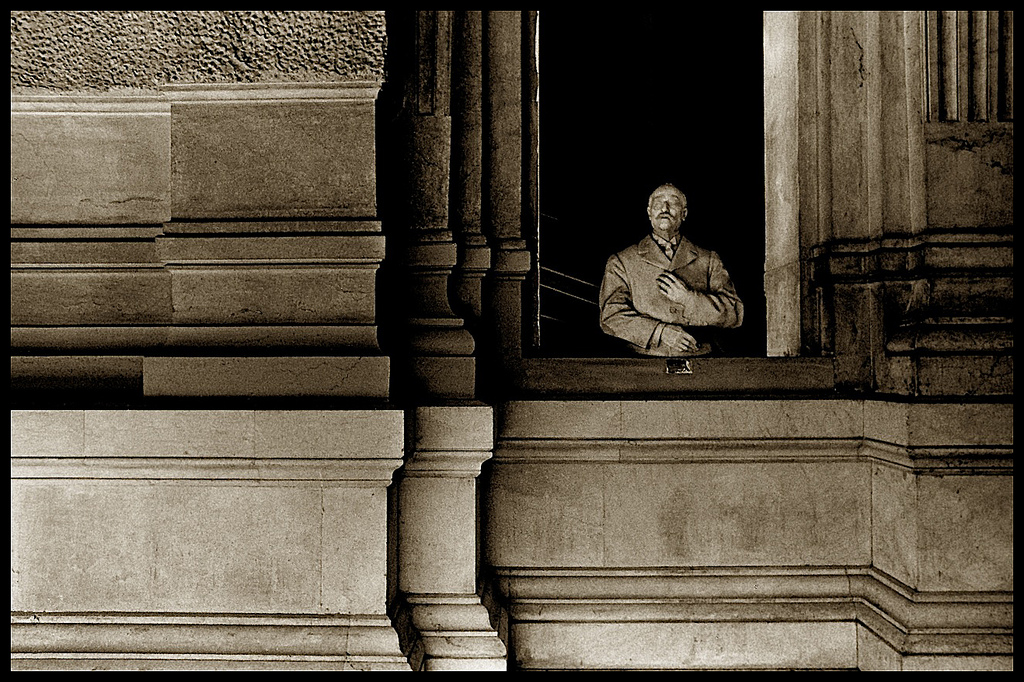
Détail
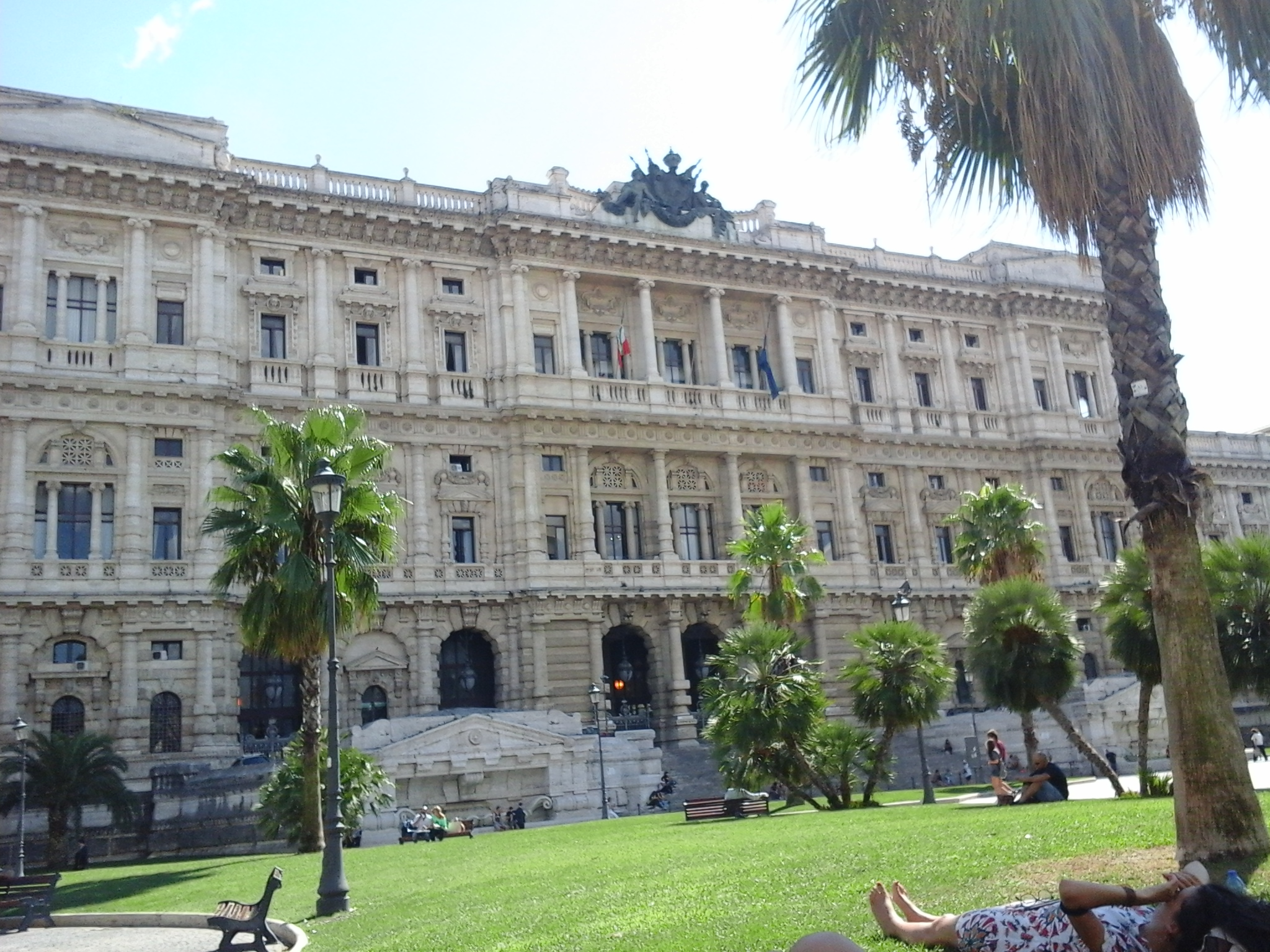
Façade
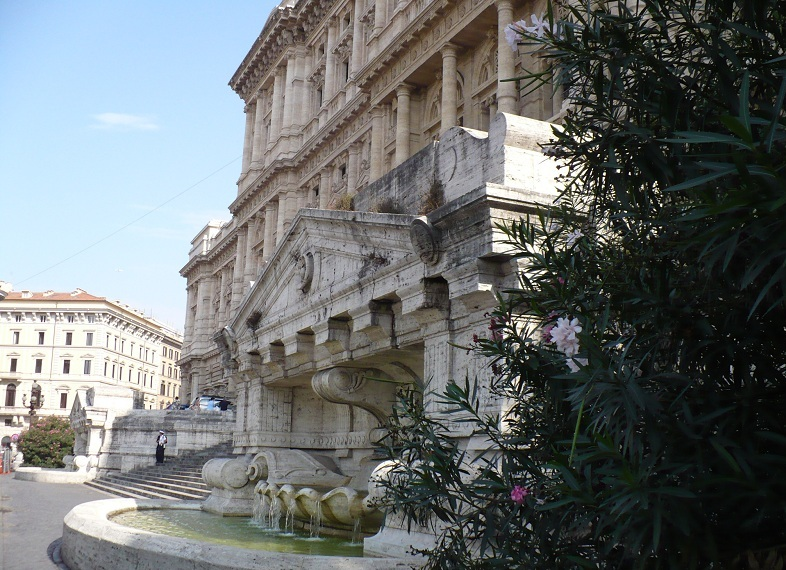
Fontaine devant le palais
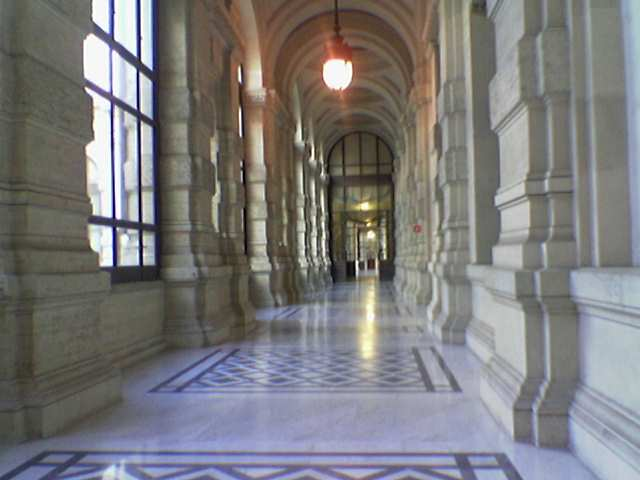
Couloir
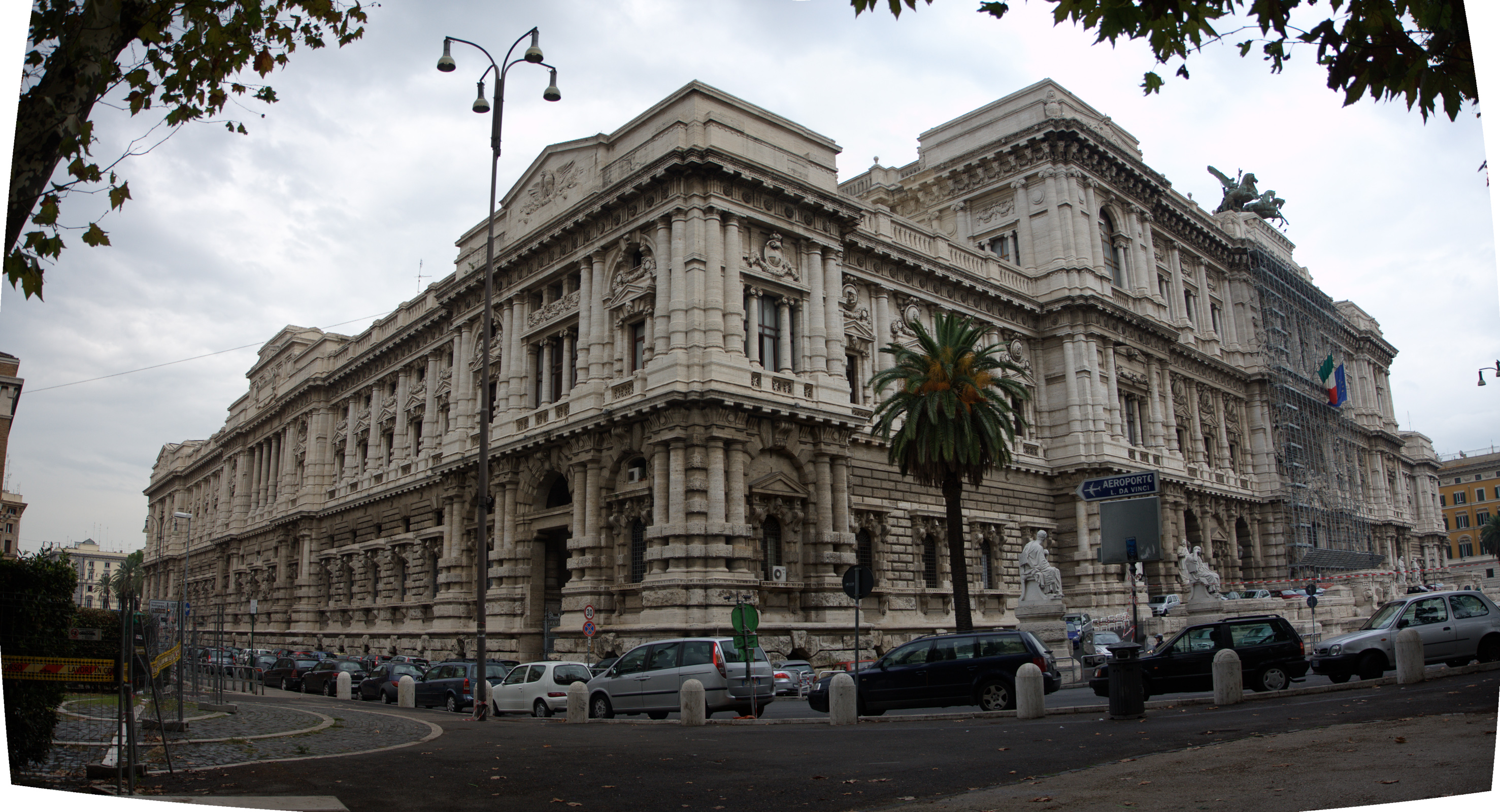
Panorama